# دالوویتسه (ناحیه کارلووی واری)
دالوویتسه (به چکی: Dalovice) یک منطقهٔ مسکونی در جمهوری چک است که در ناحیه کارلووی واری واقع شده‌است. دالوویتسه ۶٫۲۷ کیلومتر مربع مساحت و ۱٬۸۵۷ نفر جمعیت دارد و ۴۰۰ متر بالاتر از سطح دریا واقع شده‌است.